# Metropolia Detroit

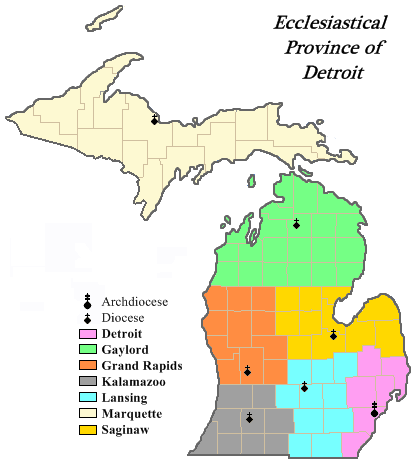
Metropolia Detroit

Metropolia Detroit – metropolia Kościoła rzymskokatolickiego obejmująca w całości stan Michigan w Stanach Zjednoczonych.
Katedrą metropolitarną jest Katedra Najświętszego Sakramentu w Detroit.

## Podział administracyjny
Metropolia jest częścią regionu VI (OH, MI)
- Archidiecezja Detroit
- Diecezja Gaylord
- Diecezja Grand Rapids
- Diecezja Kalamazoo
- Diecezja Lansing
- Diecezja Marquette
- Diecezja Saginaw

## Metropolici
- Kardynał Edward Mooney (1937 – 1958)
- Kardynał John Francis Dearden (1958 – 1980)
- Kardynał Edmund Szoka (1981 – 1990)
- Kardynał Adam Maida (1990 – 2009)
- Allen Vigneron (2009 – 2025)
- Edward Weisenburger (od 2025)